# ۸۵۶ (قمری)
۸۵۶ (قمری)، هشتصد و پنجاه و ششمین سال در گاهشماری هجری قمری است. اول محرم این سال برابر با اول فوریه سال ۱۴۵۲ میلادی است.

## وابسته
- آرامگاه حافظ